# 多登堡
多登堡是德国莱茵兰-普法尔茨州的一个市镇。总面积3.84平方公里，总人口105人，其中男性57人，女性48人（2011年12月31日），人口密度27人/平方公里。